# Matelea adenocardia
Matelea adenocardia är en oleanderväxtart som först beskrevs av Standley, och fick sitt nu gällande namn av R. E. Woodson. Matelea adenocardia ingår i släktet Matelea och familjen oleanderväxter. Inga underarter finns listade i Catalogue of Life.